# Lesson (一青窈の曲)
『Lesson』(レッスン)は一青窈の配信限定シングル

## 解説
シングルとしては『時代』から僅か1ヶ月での発売となる。
本作は一青窈がデビュー10周年を迎えるにあたり、それを記念した10ヶ月連続配信企画の第2弾となっている曲で、本作は岡村靖幸が作曲・編曲とプロデュースを行っている。
本作はビデオクリップが制作され、一青が楽曲が持つファンキーかつポップな曲調に合わせてダンスを披露している。

## 収録曲
1. Lesson
作詞：一青窈 / 作曲・編曲：岡村靖幸

## 収録アルバム
Lesson
- 『一青十色』